# Philippe Hurel
Philippe Hurel (Domfront, Oise, Picardia, 24 de juliol de 1955) és un compositor francès. Se l'associa amb l'espectralisme o música espectral.

## Biografia
Philippe va néixer l'any 1955. Després d'haver estudiat al Conservatori i a la Universitat de Tolosa (violí, anàlisi i musicologia) del 1974 al 1979, es trasllada a París per realitzar els seus estudis de composició i anàlisi amb Betsy Jolas i Ivo Malec al Conservatori Nacional Superior de Música i Dansa de París del 1980 al 1983. L'any 1983 assisteix a classes privades amb el compositor francès Tristan Murail, aquestes classes van marcar molt el llenguatge musical de Philippe. Recordem que Murail és un del pioners en l'ús de procediments espectrals en el procés compositiu. Durant aquests anys els quals Haurel encara no era un compositor amb un llenguatge compositiu consolidat és quan va compondre Eolia i Opcit. Com veurem més endavant, ambdues obres presenten procediments compositius similars. Entre 1985 i 1989 Philippe va participar en els treballs de recerca musical del IRCAM (Institut de Recherche et Coordination Acoustique/Musique). Tant a les classes privades amb Murail com en el període en el IRCAM, Hurel va mostrar una gran inquietud per la composició utilitzant mitjans informàtics.

### Court-circuit
Hurel també va ser resident de la Vil·la Mèdici a Roma entre els anys 1986 i 1988 com Massenet o Debussy, compositors compatriotes seus. El 1991 Philippe va fundar, junt amb Pierre-André Valade, l'ensemble Court-circuit. Aquest és un grup instrumental construït per intèrprets de primer ordre escollits no només pel seu virtuosisme, sinó també pel seu interès en la modernitat i la seva experiència en la interpretació de música contemporània. És un ensemble "creat per un compositor per a compositors". Court-circuit des del principi ha estat un lloc d'experimentació, un projecte d'art que promou el risc com a expressió de total llibertat. Aquest ensemble, amb la direcció artística a càrrec de Philippe Hurel, ha estat estímul d'encàrrec de nombroses noves obres de compositors com Tristan Murali, Michael Jarrell, Philippe Leroux, Martin Matalon, Mauro Lanza o Joshua Fineberg.

### Premis
El 1995 Hurel va rebre el Premi de la Fundació Siemens a Múnic per la seva obra "Six Miniatures en Trompe l'oeil". Al llarg de la seva vida ha desenvolupat la seva inquietud per la informàtica musical. Així va arribar a impartir classes al IRCAM en el marc del Curs d'informàtica musical entre els anys 1997 i 2001. Va ser convidat com a compositor resident a l'Arsenal de Metz i a la Filharmònica de Lorena del 2000 al 2002. El 2002 va rebre el «Prix Sacem des Compositeurs» per la seva trajectòria compositiva i el 2003 va rebre el «Prix Sacem de la Meilleure création de l'année» per la seva obra "Aura" per a piano solista i ensemble.

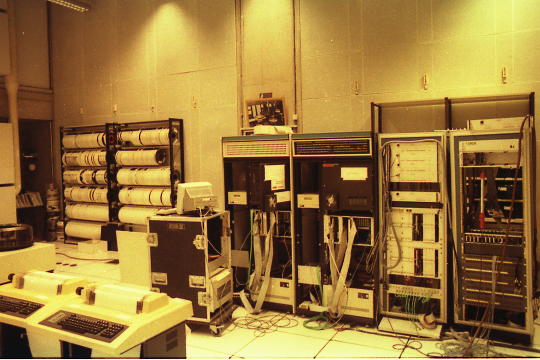
Aparells d'informàtica musical de l'IRCAM

### Interpretacions de les seves obres
Gérard Billaudot i Henry Lemoine han publicat les seves obres, i també han estat interpretades per conjunts i orquestres sota la direcció de Pierre Boulez, Esa Pekka Salonen, Reinbert de Leeuw, Bernhard Kontarsky, Stefan Asbury, Kent Nagano, Peter Eötvös i, per descomptat, per Pierre-André Valade, amb qui treballa regularment.
El 2002 l'Orquestra Simfònica de Chicago li va dedicar un taller-concert en el marc del festival MusicNow a Chicago i l'Orquestra Simfònica de la BBC va interpretar Flashback a Londres. El març de 2003 els conjunts "Speculum Musicae" i "Argentino" van interpretar diverses obres seves a Nova York durant el festival French Sounds. El gener de 2004 la Rundfunk-Symphonie-Orchester de Berlín va interpretar obres seves. En els festivals Musimars de Montreal i Ultima d'Oslo, Hurel va estrenar tres peces que van ser interpretades respectivament per l'ensemble Bit20, Benoît Fromanger i l'Orquestra Filharmònica d'Oslo, sent executades per Anne-Cécile Cuniot i Jean-Marie Cottet. Paral·lelament va compondre un cicle de peces per instrument a solo o a duo sota el títol Loops.

## Música[4]
La música de Philippe Hurel ha desenvolupat els principis típics del espectralisme iniciat per Gérard Grisey i Tristan Murail. Aquests principis es basen en el descobriment de la naturalesa del so, en la descomposició espectral del mateix i en els processos que van progressivament d'un estat sonor d'un altre. No obstant això, els interessos de Hurel no són únicament aquests, sinó que es basen en la cerca de solucions originals per l'organització formal d'aquests nous materials basats en el timbre.
Philippe Hurel no es defineix a si mateix com un compositor espectral, sinó que es descriu a si mateix com un "compositor contemporani". Si bé és cert que va estar en l'entorn espectralista la dècada dels 70, fou alumne de Murail en classes privades i en determinats moments es va valer de tècniques espectrals. Ell considera que forma part d'una generació de compositors més preocupats per la integració del discurs tímbric dins d'estructures formalment complexes. De fet, alguns crítics parlen d'una segona generació de música espectral, en la qual es troben compositors com Magnus Lindberg, Kaija Saariaho o Marc-André Dalbavie. No obstant això, aquesta catalogació és una mica arbitrària, encara que la seva gènesi sigui el timbre, es diferencia substancialment per l'ús contrapuntístic d'aquest.
Contràriament a la posició reaccionaria de la seva generació precedent, Hurel demostra alguna afinitat cap a alguns dels principis de l'organització serial, com per exemple, el contrapunt i formes tan antigues com la variació. En els seus inicis com a compositor va mostrar interès per les estructures que se li poden aplicar a les sèries, però la influencia que va rebre de la música espectral va ser relativament primerenca (als 26 anys) de manera que els seus ideals contrapuntístics d'alguna manera es van invalidar. Amb "Trames", de 1982, ja va intentar escriure processos de transformacions dels objectes sonors. Amb el díptic "Diamants imaginaires" (1984) "Diamant lunaire" (1985) va treballar en l'organització dels processos. Aquests processos no eren concebuts en el sentit en el que ho feia Grisey entre harmonicitat-inharmonicitat, sinó més aviat en la integració dels processos entre textures globals percebudes i àries més melòdiques.
La seva reflexió sobre la integració d'objectes sonors d'una naturalesa espectral dins el si de formes com la variació, el va portar a imaginar la possibilitat de repetir processos. Aquesta síntesi li va permetre unir transicions continues (típica de la música espectral) amb la forma més clàssica de la variació. D'aquesta manera, els objectes que Philippe Hurel organitza evolucionen progressivament en el temps, encara que aquests processos són simultàniament divisibles en subseccions. Aquestes subseccions són, al seu torn, una variació de l'anterior/precedent. A la seva obra "Pour l'image" (1986, per a conjunt instrumental) ja es reflecteix aquesta intenció d'integrar dins d'un desenvolupament progressiu situacions musicals ja abans escoltades. Aquests "flashbacks", que sol·liciten la memòria de l'oient, fan que a la seva música primi la intel·ligibilitat davant una complexitat formal major. A vegades, aquest procediment formal ha estat classificat de "poc sofisticat". No obstant, molts han estat els plantejaments formals proposats pels compositors de la segona meitat del segle XX i, en molts casos, no han aconseguit transcendir la taula del compositor i mostrar la informació a l'oient.
En el pla harmònic, Hurel és un dels compositors que utilitzen els micro-intervals. L'exploració dels intervals no temprats és un dels elements importants de la música d'avui. El sistema temprat ha estat estudiat i explorat fins a les seves últimes possibilitats. La utilització de sons temprats podria referir-se/recordar a sonoritats passades. Per altra part, l'ús d'intervals no temprats desestabilitza jerarquies, es relaciona més directament amb l'espectre sonor i està més pròxim a la fusió i a la mescla electrònica.
En l'aspecte rítmic, la seva música rep una forta influencia del jazz, sobretot a partir de la seva obra "Six miniatures en trompe-l'oeil" de 1990/91. En aquesta obra el ritme es presenta molt més marcat que en les obres precedents, amb un cert swing fruit d'aquesta influència. El títol al·ludeix a un tipus de pintura en la que un objecte bidimensional es percep com si fos tridimensional i la partitura ofereix dos opcions de disposició de les peces: una permet obtenir sis petites peces contrastants entre si i la segona provoca una continuïtat espectral en la que semblen diluir-se temps i ritme.
A "Leçon de choses" (1993, per a ensemble i electrònica), Hurel pren com a punt de partida els sons produïts per objectes que se situen en el seu ambient domèstic. Aquests sons són analitzats i sotmesos a un procés de re-síntesi. Al principi de la peça, Hurel presenta diversos elements heterogenis i molt contrastants. Aquests elements, interpretats simultàniament per l'ensemble i l'electrònica, es contaminen progressivament uns amb els altres. D'aquesta manera conformen una polifonia complexa.
Arribats a aquest punt, veiem que la seva adhesió a l'espectralisme no és determinant. Tanmateix, l'obtenció del material harmònic a partir de la descomposició espectral del so i l'ús de processos que van d'un estat sonor d'un altre, fan que la seva música guardi una estreta semblança amb la música composta en el primer període espectral. Segons Hurel, l'ús de noves tecnologies no ha de ser l'únic camí en el que el compositor ha d'operar, sinó que ha de "servir d'estímul" per a enfrontar-se a la composició. Aquest frase és una mica representativa de la seva música, tot i que freqüenti la utilització de noves tecnologies, a la seva música també es pot apreciar un component "arbitrari" que no ha estat deduït a partir de cap estudi informàtic, sinó que més aviat ha estat guiat per la sensibilitat única i personal de l'artista.

## Obres

### Música de cambra
- Éolia, per a flauta (1981) 7'.
- Altomobile per a solo d'alto (1985).
- Pavino et Sanina, per flauta (1990) 1'30.
- Tombeau in memoriam Gérard Grisey, per a piano i percussió (1999) 14'.
- Loops I, per a flauta (1999-2000) 6'.
- Loops II, per a vibràfon (2000-02) 8'30.
- Loops III, per a 2 flautes (2002-03) 11'.
- Ritornello in memoriam Luciano Berio, per a flauta i piano (2003) 16'.
- Loops IV, per a marimba (2004-05) 8'.
- Loops V, per a carilló (2006), 4’.
- Trentemps, per a violoncel (2007) 3’.
- D'un trait, violoncel solo (2007) 10'.
- À bâtons rompus, per a saxofon i percussió (2008) 9'30.
- Recueil, per a alto i percussió (2009) 6'30.
- L'âme en fête, per dos violins (2009) 2'30.
- Stretta, per a orgue i dos trombons (2009) 11'.
- Trait d'union, per a violí i violoncel (2012-13) 13'30.
- Trait, per a violí (2014) 10'.
- Inserts, per a violoncel (2014-15) 4'.

### Petit ensemble
- Pour Luigi, per a flauta, clarinet, violí, violoncel i piano (1994) 13'.
- Kits, per a 6 percussionistes, guitarra baix i congues o 6 percussionistes i cd (1995) 16'.
- ...à mesure, per a flauta, clarinet, violí, violoncel, vibràfon i piano (1996) 13'30.
- Figures libres, per a flauta, oboè, clarinet, violí, alto, violoncel, percussió i piano (2000 -01) 16'.
- Écart en temps, per a 6 percussionistes (2001) 5'.
- Cantus, (text del compositor), per soprano, flauta, clarinet, violí, violoncel, percussió i piano (2006) 23'.
- Step, per a flauta, clarinet, percussió, piano/sintetitzador (2006-2007) 12'30.
- Interstices per a piano solo i tres percussionistes (2009) 14'.
- Localized corrosion, per a saxofon, guitarra elèctrica, percussió i piano (2009); Darmstädter Ferienkurse 2010.

### Ensemble
- Pour l'image, per a flauta, oboè, clarinet, saxofon alto, cor, trompeta, trombó, 2 percussions, 2 violins, alto, violoncel, contrabaix (1985) 12'.
- Six miniatures en trompe l'œil, per a 2 flautes, 2 clarinets, 2 cors, 2 percussions, piano, arpa, 2 violins, alto, violoncel (1990-91) 22'.
- Quatre Variations, per a percussió solo i ensemble : 2 flautes, oboès, 2 clarinets, 2 cors, trompetes, trombó.
- Trois études mécaniques, per a 2 flautes, oboè, 2 clarinets, fagot, 2 cors, trompeta, trombó, piano, sintetitzador, 2 percussions, 2 violins, alto, violoncel, contrabaix (2003 -2004) 17'30.
- Aura versió per a piano i ensemble 2fl, 2oboès, 2cl, 2 fagots (2n també cfagot), 2cors, 2 tpetes, 2 tbns, tuba, 3 perc, cordes (2 2 2 2) (2005-2006) 21'.
- Phasis, per a saxofon (tenor/soprano) i ensemble (2007) 17'.
- Pas à pas, per a flauta, oboè, clarinet, percussió i piano (2015) 17'.

### Orquestra
- Memento pour Marc, per a orquestra (1982-83) 17'.
- Mémoire vive, per a orquestra (1988-89) 19'.
- Flash-Back, per a orquestra (l997-98) 17'.
- Aura, per a piano i orquestra, (2001-02) 21'.
- Phonus ou la voix du faune, per a flauta i orquestra (2003-04) 21'30.
- Tour à Tour I - l'envol, per a orquestra (2008) 21'.
- Tour à Tour III - les rémanences, per a orquestra (2011-12) 23'.
- Tour à Tour II - la rose des vents, per a orquestra i electrònica (2014-15) 17'.

### Mesclat i electrònica
- Diamants imaginaires, diamant lunaire, per a 20 músics i 10 sintetitzadors (1984) 19'.
- Fragment de lune, per a 2 flautes, oboès, 2 clarinets, saxofon alto, fagot, 2 cors, trompeta, trombó, 2 teclats midi, 2 percussions, electrònica (max msp) (1985-86) 18'30.
- Rémanences, per a clarinet baix, saxofon tenor, cor, tuba, 2 sintetitzadors, (1991-92) 12'.
- Leçon de choses, per a flauta, clarinet, 2 cors, 2 percussions, piano, 1 teclat midi, arpa, violi, alto, violoncel, contrabaix, electrònica (1993) 12'.
- Hors-Jeu, per a percussió i electrònica (2006) 18'.
- Plein-jeu, per a accordeó i electrònica (2010) 11'.
- Espèces d'espaces Peça de teatre musical per a soprano, ensemble, actor, ensemble i electrònica - text de Georges Perec (2010-11) 75'.

### Música vocal
- La célébration des invisibles, (melodrama, text de Philippe Raymond-Thimonga), per a cor (3 3 3 3), i 6 percussions (1992) 45'.
- Non-Dit, per a cor (2005) 7'.
- Cantus, (text del compositor), per a soprano, flauta, clarinet, violí, violoncel, percussió i piano (2006) 23'.
- Espèces d'espaces Peça de teatre musical per a soprano, ensemble, actor, ensemble i electrònica - text de Georges Perec (2010-11) 75'.
- Les pigeons d'argile Òpera sobre un llibret de Tanguy Viel (2012-2013) 90'.

## Enregistraments d'obres seves[5]
- Traits, Monographie Philippe Hurel par Court-circuit. Motus (2015).
- Cantus, per a soprano i ensemble - Élise Chauvin, Ensemble Court-circuit, direcció Jean Deroyer. Éole records (2015).
- Les pigeons d'argile, Opéra, Orchestre National du Capitole de Toulouse, direcció Tito Ceccherini. Éole records (2015).
- À bâtons rompus, for saxophone & percussion, Vincent David and Victor Hanna. NoMadMusic (2015).
- Tout à tour III, for orchestra. OPMC classics (2014) publicat el 14 de febrer, 2014.
- Tombeau in memoriam Gérard Grisey, pour piano et percussion, Duo Links. Edges (2013).
- à bâtons rompus, for alto saxophone and percussion, Andy Dhondt and Vincent Caers. Pavane (2011).
- Cantus, for soprano, flute, clarinet, violin, cello, percussion and piano (2006), Ensemble Accroche note. Empreinte Digitale (2012).
- …à mesure, pour flute, clarinet, violin, cello, vibraphone and piano (1996), Eighth Blackbird. Cedille Records (2012).
- Opcit, version for solo tenor saxophone (1984/93), Timothy McAllister. Innova Recordings (2010).
- CD Soupir/Plus loin - HL prod, MFA (2009):
  - Phonus ou la voix du faune, for flûte and orchester (2003-04), Benoit Fromanger, Philharmonic Orchester of Oslo, Conductor Christian Eggen.
  - Figures libres, for ensemble (2000/01), Court-Circuit Ensemble, Conductor Pierre-Andre Valade.
  - Quatre variations, for percussion solo and ensemble (1999/00), Matthew Ward, Argento chamber ensemble, conductor Michel Galante.
- CD Soupir/Nocturne - HL prod (2006):
  - Ritornello "in memorial Luciano Berio", for flute and piano (2003/04), Anne-Cécile Cuniot & Jean-Marie Cottet.
  - Loops II, for vibraphone (2001/02),	Jean Geoffroy.
  - Loops III, for two flutes (2003), Juliette Hurel & Sophie Dardeau.
  - Tombeau "in memoriam Gérard Grisey", for piano and percussion (1999), Jean Geoffroy & Jean-Marie Cottet.
  - Loops , for flute (1999)	Juliette Hurel.
- CD Flash-back - Label Aeon (2001):
  - ... à mesure (1997), Ensemble Court-Circuit, Conductor Pierre-Andre Valade.
  - Flash-Back (1998), Orchestre de Paris, Conductor Bernhard Kontarsky.
  - Tombeau in memoriam Gérard Grisey (1999), Jean Geoffroy & Jean-Marie Cottet.
  - Pour Luigi (1994), Ensemble Court-Circuit, Conductor Pierre-André Valade.
- CD Ensemble Intercontemporain, Conductor Ed Spanjaard. Accord (2000):
  - Six miniatures en trompe-l'œil, for ensemble (1991/93).
  - Leçon de choses, for ensemble and electronics (1993).
  - Opcit, for bass clarinet and B flat clarinet (1984/93),	Alain Damiens.
  - Pour l'image, for ensemble (1986/87).
- CD Ensemble Musique Oblique. Accord (1990):
  - Fragment de lune, For ensemble (1986/87).
  - M.A. Dalbavie : Paradis mécaniques (1982/83).
  - P. Durville : Imac (1985).
- CD Salabert Trajectoires. Conductor Ed Spanjaard:
  - Diamants Imaginaires, diamant lunaire (1984-86).
  - Pour l'image (1986-87). J.M Singier (1985).
- CD Les Percussions de Strasbourg. Una corda LC 00280 (2002):
  - Écart en temps. J.P. Drouet, C. Lauba, F.B. Mâche, G. Pesson, M. Matalon, F. Romitelli, M. Jarrell, M. Levinas, M. Monnet, J.M. Singier.
- CD Jean Geoffroy CD Skarbo DSK 1063 (2006) buy this CD CDUniverse:
  - Loops II (2001/02). B. Giner, Y. Taira, B. Dubedout, I. Urrutia, JL. Campana.
- CD "Entra libra e y Escorpio". Elisa Humanes. Ministro de Cultura/Colegio de Espana:
  - Loops II (2001/02). S. Gaxie, S. Diaz, JM Lopez Lopez, I. Xenakis, A. Piazzola/E.Sammut.